# Rùa đốm
Clemmys guttata là một loài rùa trong họ Emydidae. Loài này được Schneider mô tả khoa học đầu tiên năm 1792.

## Hình ảnh

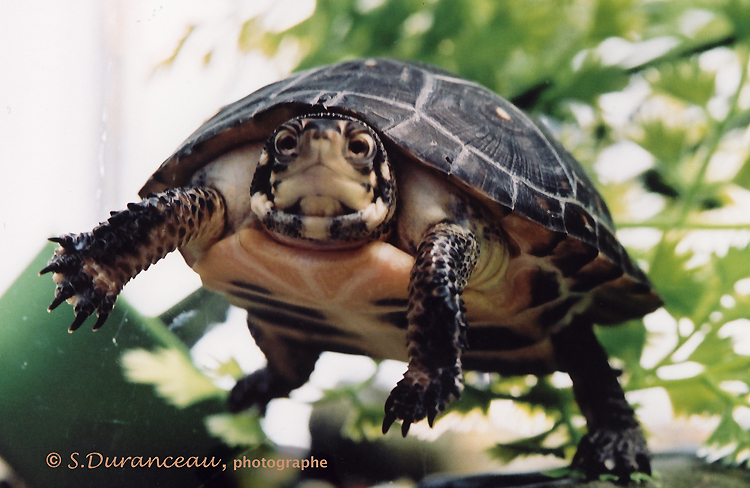
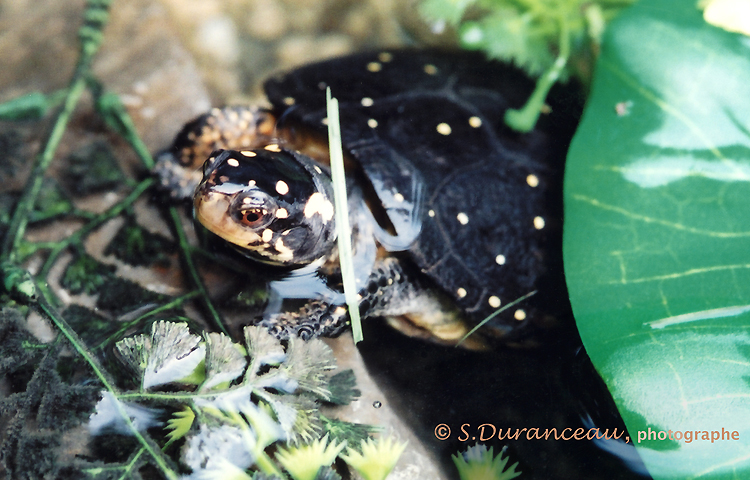
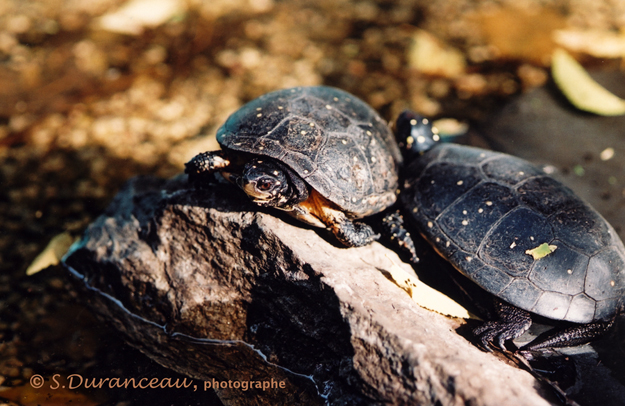
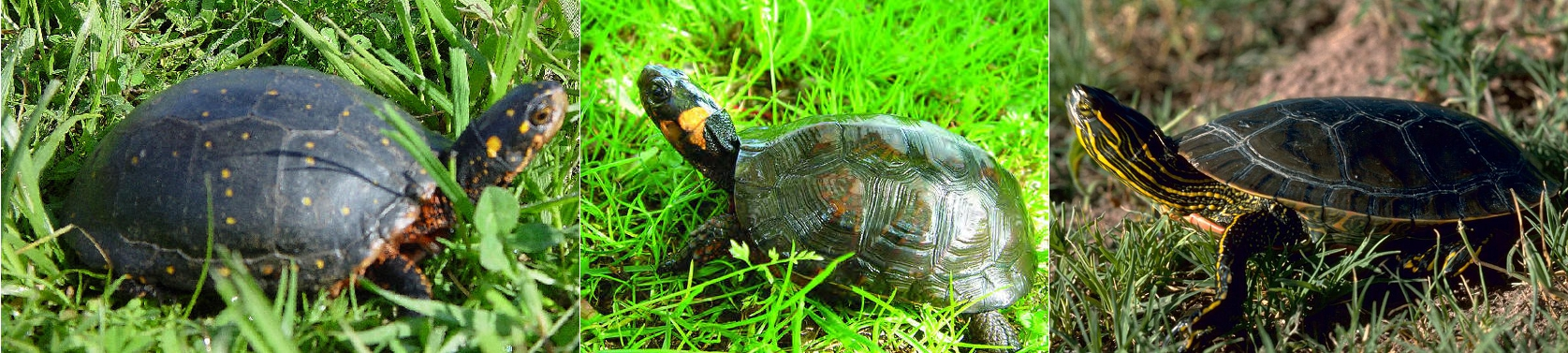